# 福山綾夏
福山 綾夏（ふくやま あやか、1989年7月3日 - ）は、日本の女性声優。熊本県出身。

## 略歴
アミューズメントメディア総合学院、talk back養成所卒業。以前はケンユウオフィス（預かり）、ベルプロダクションに所属していた。

## 人物
方言は熊本弁。
趣味は散策、毛筆、小物作り、靴下集め。特技はご飯を美味しそうに食べる、絵を描く。

## 出演

### テレビアニメ
2014年
- アカメが斬る!（強化兵、娼婦）
- ガールフレンド (仮)（女子生徒）
- ブラック・ブレット（レポーター、少女D）
- それいけ!アンパンマン（クマ太、子供、男の子）
- ダイヤのA（女子生徒）
- 超爆裂異次元メンコバトル ギガントシューターつかさ（葵兄弟・弟）
- 魔法科高校の劣等生（生徒）
- 結城友奈は勇者である -結城友奈の章-（クラスメイト、生徒）

2015年
- ユリ熊嵐（女子アナウンサー、生徒2、クマ母2、仲間①、子供①）

2018年
- 寄宿学校のジュリエット（メイド）

### 劇場アニメ
- アキの奏で（2015年、古屋紗衣、春菜[1]）

### OVA
- 暗殺教室（2013年、倉橋陽菜乃[1]）※ジャンプスーパーアニメツアー2013上映作品
- ダイヤのA Face-小湊亮介スペシャル番外編-（2014年、父兄1）※コミックス第44巻DVD付き限定版

### ゲーム
- オトギア（2014年、ラプンツェル）
- かんぱに☆ガールズ（2015年、シャルーナ・コフリー）
- アイドルガールズ プラチナオーディション（2019年、マネージャー）

### ドラマCD
- あまつき 当たり八卦夏花火
- 國崎出雲の事情（女子高生）
- この男子、悪人と呼ばれます（ケイコ）
- ブラック・ブレット 史上最低の作戦（銀行女性行員）
- テイルズオブ グレイセス エフ 2014 Summer CD

### 吹き替え

#### 映画
- オンリー・ゴッド
- グリフィン家のウエディングノート（ジェーン〈メーガン・ケッチ〉）
- トランスモーファー リターンズ（トミー〈チャド・ヴィジル〉）
- ハードソルジャー 炎の奪還（ベッキー・フェイデン〈シャルロット・ビューモント〉）
- ギャンブラー（2017年）
- キスから始まるものがたり（2018年）
- キスから始まるものがたり2（2020年）

#### テレビドラマ
- FARGO/ファーゴ（ハーク、院内放送の声）#7
- マッドメン
- SUPERGIRL/スーパーガール シーズン4 #12（2020年）
- レジデント 型破りな天才研修医 シーズン2 #18（2020年）

#### アニメ
- クリエイティブ・ギャラクシー（2013年 - 2019年、エピファニー、ジョージア、ジュジュ） - 3シーズン

### ラジオ
- みなとそふとラジオ（文化放送 超!A&G+ / 2014年5月23日 - 2015年3月2日） - パーソナリティ

### ナレーション
- いいなCM HOKTO ホクト
- コカ・コーラ夢る〈ゆめ・る〉（ラジオCM）
- 講談社ラノベ文庫（テレビCM）

### 舞台
- フォーステージ・プロデュース朗読劇公演
  - 「不思議の国のアリス」（2013年）
  - 「銀河鉄道の夜」（2013年） - ジョバンニ 役
- O-keyプロデュース公演
  - 「絶望エクスチェンジ-EX-」（2017年2月14日 - 21日） - まひろ 役 ※ヒロイン役

### その他
- みなとそふと公式マスコットキャラクター（みなとちゃんの声）